# Келтска митология
Келтската митология е митологията на келтите. Подобно на другите европейски народи, ранните келти притежават политеистична митология, част от която е загубена, поради близкия контакт с Древен Рим и приемането на християнството. Въпреки това обаче, келтската митология е запазена най-вече чрез римски и християнски източници.

## Групиране
Келтският свят не е бил политически обединен и няма централен източник на културно влияние. По тази причина се среща голямо разнообразие в местните религиозни практики, както и множество местни общества.
Келтската митология се намира в редица различни подгрупи, до голяма степен съответстващи на различните езици:
- Древна келтска религия (изучавана предимно чрез археологически източници)
- Митология на годелиските езици, представена главно от ирландската и шотландската митологии
  - Митологичен цикъл
  - Олстър цикъл
  - Фенийски цикъл
  - Цикли на царете
- Митология на британски езици
  - Уелска митология
  - Корнишка митология
  - Бретонска митология

## Келтски митове за сътворението
За разлика от повечето религии и митологии, в келтската митология няма една единствена версия или описание на сътворението. Има обаче няколко келтски мита, които споменават, че небето и земята са създадени от гиганти. Това не е случайно, тъй като гигантите са считани от келтските народи за древните първоначални богове. Има обаче и друг мит, според който сътворението е станало от първия бог, който с помощта на мелодия, изсвирена от неговия дъх, е създал света.
Третият известен келтски мит за сътворението на света гласи, че в началото не съществувало нищо живо (дори и богове), но планетата била създадена от земята и морето:
Някога нямаше време и тогава нямаше и богове и никой не ходеше по повърхността на земята. Но там беше морето, и където морето срещна сушата, кобилата се роди, бяла и направена от морска пяна. И името ѝ беше Ейоха.
Сътворението продължава: от дъб се ражда растение. Именно там Ейоха рожда първия бог – Цернунос. Цернунос се чифтосва с Ейох и двамата създават потомство от още няколко бога; обаче боговете се чувстват самотни, защото няма кого да управляват. Затова от дъбовото дърво създават първите хора (мъж и жена) и животните. Освен това, от бъчвата на едно дърво, което Ейоха хвърля във водата, се раждат гигантите.
За съжаление, не е ясно дали тези митове действително са оригинални келтски митове или изменени от християнската религия и създадени по-късно истории.

## Основни келтски богове

### Божества на ирландците

#### Ана или Дану/Дана - Първоначална богиня на земята
Една от най-старите келтски богове в Ирландия е Ана (известна още като Ану, Дана, Дану и Анан), считана за богиня майка. Често изобразявана като красива и зряла жена, Ана е божествената майка на Tuatha Dé Danann („хора на Дана“) – свръхестествената раса от келтски богове, формирало един от основните пантеони на предхристиянската галска Ирландия. Ана няма митове или легенди свързани с нея в нито един оцелял средновековен ирландски текст. Въпреки това обаче, богинята има възможни паралели с уелската литературна фигура Дон, която повечето съвременни учени считат за митологична богиня-майка в средновековните приказки на Мабиногиона. Въпреки това, полът на Доун никога не е посочен в приказките и е смятан за мъж от някои средновековни уелски учени.

#### Добрият бог Дагда
Фигурата на бащата в ирландските келтски богове се отнася до Дагда (An Dagda – „добрият Бог“). Той е почитан като водач на племето богове на Tuatha Dé Danann и обикновено се свързва с плодородие, селско стопанство и мъжка сила, като същевременно въплъщава аспектите на магията, мъдростта, знанията и друидите (келтски жреци). Именно заради тези си аспекти, Дагда е дълбоко почитан сред келтските друиди. Освен това, много от аспектите имат поразително сходство с божествените характеристики на Один, вождът на племето Æsir на древните норвежки богове.

#### Ериу/ Ейре – богиня на Ирландия
Самият термин Ирландия произлиза от името на богинята Ериу (съвременното име на богинята – Ейре – е модифицирано, за да отговаря на настоящото произношение на Ирландия) В много отношения, Ериу символизира наследството на Tuatha Dé Danann, след като са победени от милезийците. В митологичния разказ, когато милезийците нахлуват в Ирландия, Ериу и двете ѝ сестри Банба и Фотла излизат и поздравяват новодошлите, а те обещават да кръстят земята след богинята.

#### Аенгус/Аонгус - Богът на любовта
Син на Дагда и речната богиня Бион. Аенгус (името му означава още „енергичност“) е келтското божество на любовта, младостта и вдъхновението. Митичният разказ за негово раждане гласи, че за да прикрие незаконната си афера и последвалата бременност на Бион, Дагда, който има способността да контролира времето, кара слънцето да стои неподвижно в продължение на девет месеца и в резултат на това Аенгус се ражда само за един ден. Младежът притежава очарователен характер и винаги има четири птици, които витаят около главата му, а митът, свързан с неговата женитба, разказва как той сънувал девойката Каер Ибормейт и след това я припознал, когато я видял като лебед (девойката се превръщала в лебед през една година).

#### Луг– Богът на смелостта и воините
Луг е важно божество, често почитано като богът на слънцето. Възприема се като смел войн, убил Балор – едноокия началник на Формориите, старите противници на Tuatha Dé Danann. Поради героичния му акт, Tuatha Dé Danann се изкачват като доминиращо племе богове в Ирландия.
Луг е известен и като Samildánach – владеещ всички изкуства. Това не е случайно – освен със слънцето, Луг е свързан също с гръмотевиците, гарваните и рисовете, като това още повече допринася за неговия статут като един от превъзходните келтски божества. В митичните разкази, Луг е възприет като бащата на Ку Чулен, най-известният ирландски герой, чийто характер и подвизи имат сходства като с гръцкия Херакъл.

#### Мориган– мистериозната богиня на съдбата
Мориган или Моригу се възприема като мистериозно и доста зловещо женско божество, свързано както с войната, така и със съдбата. На съвременен ирландски език името ѝ грубо се превежда като „кралица-фантом“. Подхождайки на страховитото си наименование, Мориган е способна да се трансформираха във врана и да предвещава гибел, както и да подбужда мъжете към ярост и дори войни. От друга страна обаче, Мориган е почитана и като пазителка на земята и нейния народ.
Богинята често се свързва с други войнствени келтски богове като Мача, Бадб и Немайн и се представя като съставна фигура на триединството – група от красиви жени, способни да се трансформират във врани.

#### Бригид – „Тройната“ богиня на изцелението
В предхристиянската Ирландия, Бригид се счита за келтската богиня на изцелението, пролетния сезон и дори ковачницата. Тя е дъщеря на Дагда и член на Tuatha Dé Danann. В съставения през 11 в. сборник със стихотворения Lebor Gabála Érenn се споменава, че Бригид има доста домашни животни, вариращи от волове до овце, които предупреждават богинята за опасности чрез виковете си. Бригид е била „тройна“ богиня, тъй като е притежавала три основни аспекта – била е едновременно лечителка, поетеса и ковач.

#### Беленус – богът на слънцето
Беленус или Белен е един от най-древните и най-почитани от келтите богове, най-важният бог на слънцето. Известен с прозвището „Справедливият блестящ човек“, Белен също се свързва с коня и колелото – често е изобразяван докато язди кон и хвърля гръмотевици, използвайки колелото като свой щит. С течение на времето, Беленус се свързва и с лечебните аспекти. Култът към него бил толкова силен в някои части на континента, че богът бил смятан за божество покровител на Аквилея (древен римски град, дн. – италианска община).

#### Огмиос/ Огма – бог на красноречието
Сирийският сатирик и риторик от втори век Лукиан от Самосата споменава, че Огма прилича на Херкулес на външен вид, тъй като и двамата носят лъвски кожи, бухалки и лъкове. Има една съществена разлика обаче във външния вид на двете божества – на езика на Огма са прикрепени дълги вериги (от кехлибар и злато), които го свързват с групата му от последователи. Считан като син на Дагда и член на Tuatha Dé Danann, Огма е кредитиран като изобретател на Огам – най-ранната система на писане в Ирландия.

### Божества на галите

#### Тутатис – пазителят наГалите
Тутатис (или Тевтоти) вероятно е бил доста важно келтско божество. За това свидетелства името му, което се превежда като „Бог на хората“. В своята същност, Тутатис е бил възприет като защитник на племето и по тази причина, името му е открито в доста древни артефакти както в Римско-Британия, така и в Галия. Лукан – римски поет от първи век – споменава Тевтоти като един от трите главни келтски богове (заедно с Есус и Таранис).

#### Камулос – Богът на войната
Камулос е може би повече романо-келтско божество, често асоциирано с Марс (или гръцкият Арес). Твърди се, че е племенният бог на белгийското племе Реми, което доминирало в североизточна Галия, (включваща дн. Белгия и части от Холандия и Германия). Камулос е бил смятан за един от важните древни келтски богове във Великобритания. Изобразен е с рога от овен на главата си.

#### Таранис – бог на гръмотевиците
Таранис е друг член от триадата от келтски богове (заедно с Тутатис и Есус) и като такъв той се смята за бог на гръмотевиците. Изобразяван е с гръмоотвод, но също така и с слънчево колело – един от най-разпространените символи, открити на келтските артефакти. Освен това, Таранис се свързва с огъня. В археологията, култът към Таранис е изобразяван чрез малки колела, известни като Руел, които символизират слънчевата форма.

#### Цернунос – богът на дивите същества
Цернунос често се свързва с животни, гори, плодородие и дори богатство. Самото му изобразяване отразява такива атрибути – на главата му има рога на елен.

#### Епона – богиня на конете
Епона е едно от малкото божества, почитани не само в древна Галия, но и в самия Рим. Разгледана като женско божество и покровителка на конете, магаретата и мулетата (думата „Епона“ произлиза от прото-келтското ekwos – кон), келтската богиня също е била свързана с плодовитостта. Като защитничка на конете, Епона е била благосклонна и почитана от кавалеристите на Римската империя, особено от прочутите императорски конни стражи.